# Eremochelis tanneri
Eremochelis tanneri är en spindeldjursart som beskrevs av Muma 1989. Eremochelis tanneri ingår i släktet Eremochelis, och familjen Eremobatidae. Inga underarter finns listade i Catalogue of Life.